# Kleinkastell Duttenberg
Das Kleinkastell Duttenberg (in der älteren Literatur auch: Uferkastell Duttenberg) war ein römisches Militärlager, dessen Besatzung für Sicherungs- und Überwachungsaufgaben am Odenwaldlimes zuständig war. Das heutige Bodendenkmal liegt südlich des Siedlungsgebietes von Duttenberg, einem Stadtteil von Bad Friedrichshall im Norden Baden-Württembergs.

## Lage

Historischer Lageplan der Fundstellen des Vicus von Duttenberg

Die Fundstelle befindet sich auf einem terrassenförmigen Plateau unmittelbar nordwestlich der Jagst an einer Stelle des Flusses, an der in antiker Zeit eine römische Straße auf eine vermutete Furt zulief. Heute befindet sich das Bodendenkmal, das zum größten Teil nicht überbaut ist, auf einer landwirtschaftlich genutzten Fläche nördlich des historischen Wasserkraftwerks.

## Forschungsgeschichte

Baubefunde des Vicus

Bereits die Reichs-Limeskommission (RLK) mutmaßte an dieser Stelle ein Kastell und legte bei der Untersuchung römischer Straßen- und Wegekörper größere Mengen an Scherben, darunter auch Sigillaten, frei. Da ein solcher Befund in der Regel für eine nahegelegene größere menschliche Ansiedlung spricht, wurde die unmittelbare Umgebung näher erforscht. Doch erst dem im Auftrag der Archäologischen Denkmalpflege Baden-Württemberg arbeitenden Luftbildarchäologen Otto Braasch gelang es im Mai 2011, den tatsächlichen Standort der kleinen Anlage zu ermitteln. Es stellte sich heraus, dass die RLK Teile des Vicus dieser Befestigung ermittelt hatte.

## Kastell
Das rechteckige, rund 25 m × 30 m große Kleinkastell wurde zunächst fotografisch dokumentiert. Es lag etwas weiter nördlicher von der Stelle, die im 19. Jahrhundert untersucht worden ist. Anlagen dieses Typs waren für 20 bis 30 Mann Besatzung ausgelegt.

## Vicus
Von dem kleinen Lagerdorf (Vicus) legte die RLK einen rechteckigen, 5,10 m × 2,75 m großen Keller frei, der einst mit Leisten und Hohlziegeln gedeckt gewesen sein muss. Ferner eine 5,10 m × 2,75 m messende Barackengrube, einen Brunnen mit 1,37 m Durchmesser und eine Feuerstelle.
Braasch konnte 2011 in diesem Bereich noch einen fast 15 m breiten Straßenkörper feststellen, der an den Flanken die typischen Abzugsgräben für das Regen- und Schmelzwasser aufwies. Es wird vermutet, dass diese Straße vom Kastell Wimpfen im Tal über den Neckar zur gegenüberliegenden zivilen Siedlung bei Offenau führte und von dort aus bei Duttenberg über den Limes lief.

## Limesverlauf südlich des Kleinkastells Duttenberg
Nach den alten Hypothesen wäre der Limes von Duttenberg aus weiter in Richtung Süden gelaufen und schließlich gegenüber Wimpfen im Tal auf den Neckar gestoßen. Auf dieser Strecke waren noch zwei Wachtürme postuliert worden. Aufgrund der jüngeren Entdeckungen der Wachtürme Wp 10/80 und Wp 10/81 sowie des Kleinkastells Kochendorf geht man die aktuelle Forschung davon aus, dass der Limesverlauf bei Duttenberg seine Richtung änderte. Er lief östlich hinter Jagstfeld und querte bei Waldau den Kocher. Er zog also auf der östlichen Neckarseite einen weiten Bogen um das Kastell Wimpfen. Wie weit und in welchem Verlauf er noch weiter nach Süden zog, und an welcher Stelle er letztlich auf den Neckar stieß, ist bislang völlig ungeklärt.
| ORL          | Name/Ort                | Beschreibung/Zustand |
| ------------ | ----------------------- | --- |
| KK           | Kleinkastell Duttenberg | siehe oben |
| Wp 10/78 (?) | „Bei der Lehmgrube“     | aufgrund der Entfernung zwischen den Wachtürmen sowie der topographischen Gegebenheiten ursprünglich vermutete, aber nie archäologisch nachgewiesene Turmstelle; inzwischen an dieser Stelle eher fraglich |
| Wp 10/79 (?) | „An der Hohen Straße“   | aufgrund der Entfernung zwischen den Wachtürmen sowie der topographischen Gegebenheiten ursprünglich vermutete, aber nie archäologisch nachgewiesene Turmstelle; inzwischen an dieser Stelle eher fraglich |
| ORL 54/55    | Kastell Wimpfen im Tal  | → Hauptartikel : Kastell Wimpfen im Tal [ A 4 ] |
| KK           | Kleinkastell Kochendorf | → Hauptartikel : Kleinkastell Kochendorf [ A 5 ] |

## Denkmalschutz
Das Uferkastell Duttenberg und die erwähnten Bodendenkmale sind geschützt als Kulturdenkmale nach dem Denkmalschutzgesetz des Landes Baden-Württemberg (DSchG). Nachforschungen und gezieltes Sammeln von Funden sind genehmigungspflichtig, Zufallsfunde an die Denkmalbehörden zu melden.